# Rašeljke
Rašeljke är en ort i Bosnien och Hercegovina.   Den ligger i entiteten Federationen Bosnien och Hercegovina, i den sydvästra delen av landet, 110 km väster om huvudstaden Sarajevo. Rašeljke ligger 728 meter över havet och antalet invånare är 388. Den ligger vid sjön Buško Jezero.
Terrängen runt Rašeljke är huvudsakligen kuperad, men den allra närmaste omgivningen är platt. Närmaste större samhälle är Podhum, 10,8 km norr om Rašeljke. 
Omgivningarna runt Rašeljke är en mosaik av jordbruksmark och naturlig växtlighet. Runt Rašeljke är det ganska tätbefolkat, med 78 invånare per kvadratkilometer.